# Genius (software matemático)
Genius  (também conhecido como the Genius Math Tool) é um ambiente de computação numérica e linguagem de programação livre e de código aberto. similar em alguns aspectos ao MATLAB, ao GNU Octave, ao Mathematica e ao Maple.
O Genius é destinado à experimentação matemática ao invés de tarefas de computação intensiva. Ele também é muito útil como apenas uma calculadora. Sua linguagem de programação é chamada GEL e pretende ter uma sintaxe matematicamente amigável.
O programa vem com uma interface de linha de comando e também com uma interface gráfica, a qual suporta tanto plotagem 2D quanto 3D.

## História
O Genius era a calculadora original para o projeto GNOME, iniciado em 1997, mas foi dividido em um projeto separado logo após o lançamento 0.13 do GNOME, em 1998. Devido aos seus antecedentes, era também conhecido como Genius Calculator ou GNOME Genius.
Houve uma tentativa de fundir o Genius com o software de geometria dinâmica DrGeo, mas isso não se concretizou. A versão 1.0 foi lançada em 2007, quase 10 anos após o lançamento inicial.

## Exemplo de código fonte GEL
Aqui está uma definição simples de uma função que calcula o fatorial recursivamente.
```
function f(x) = (
  if x <= 1 then
    1
  else
    (f(x-1)*x)
)

```

A GEL contém primitivas para escrever o produto iterativamente e, consequentemente, podemos obter a seguinte versão iterativa:
```
function f(x) = prod k=1 to x do k

```